# Hemerobius marginatus
Hemerobius marginatus är en insektsart som beskrevs av Stephens 1836. Hemerobius marginatus ingår i släktet Hemerobius och familjen florsländor. Enligt den finländska rödlistan är arten otillräckligt studerad i Finland. Arten är reproducerande i Sverige. Artens livsmiljö är fjällbjörkskogar. Inga underarter finns listade i Catalogue of Life.